# Aleksandr Szemarow
Aleksandr Nikołajewicz Szemarow (biał. Аляксандр Мікалаевіч Шамараў, ros. Александр Николаевич Шемаров; ur. 9 kwietnia 1975) – rosyjski i od 1999 roku białoruski zapaśnik walczący w stylu wolnym. Dwukrotny olimpijczyk. Siódmy w Sydney 2000 i Atenach 2004. Walczył w kategorii 96–97 kg.
Piąty na mistrzostwach świata w 2002. Brązowy medalista mistrzostw Europy w 2001. Uniwersytecki mistrz świata w 1996 roku.
Brat Aleksieja Szemarowa, zapaśnika i olimpijczyka z Londynu 2012.